# Henotikon
Henotikon (řec. „sjednocení“; z ἕν hen jedno) byl edikt vyhlášený roku 482 byzantským císařem Zenonem, který měl za cíl urovnat teologické rozepře mezi přívrženci závěrů ekumenického Chalkedonského koncilu (451) a monofyzity, kteří se nacházeli především ve východních provinciích říše.
Závěry Chalkedonského koncilu nebyly zcela odmítány, avšak v praxi ignorovány. Definice pravé víry, obsažená v Henotikonu se vracela zpět k závěrům předchozích koncilů, totiž Nikajskému (325), Prvnímu konstantinopolskému (381) a Efezskému (431).
Kompromisní formulace Henotikonu monofyzity vcelku uspokojovala, nemohla však přinést skutečný smír, protože se proti němu postavili papežové. Císařův zájem sjednotit nábožensky říši byl tak odsouzen ke ztroskotání. Namísto toho vedl výnos dokonce ke krátkou dobu trvajícímu schizmatu mezi Římem a Konstantinopolí (akakiánské schizma).